# Ben Curry

a Compétitions nationales et continentales officielles uniquement.

b Matchs officiels uniquement.
Dernière mise à jour le 23 mars 2023.
Ben Curry, né le 15 juin 1998  à Hounslow, est un joueur international anglais de rugby à XV, jouant au poste de troisième ligne aile au sein du club des Sale Sharks en Premiership.
Il est le frère jumeau de Tom Curry, lui aussi joueur international anglais de rugby à XV.

## Biographie

### Jeunesse et formation
Ben Curry vient d'une famille où le sport occupe une place importante. Il est le frère jumeau de Tom Curry, également troisième ligne des Sale Sharks, et le neveu de l'ancien talonneur de l'Angleterre John Olver, ce dernier a également enseigné à la Oundle School, où Ben a été scolarisé pour la "sixième année" (16-18 ans). Sa mère est une professeure d'EPS et a pratiquée la gymnastique. Son père, David, est également professeur d'EPS et un ancien pilier qui a joué pour Rosslyn Park FC, en première division anglaise, puis a également joué en troisième ligne, comme ses fils, pour les clubs londoniens de Ruislip RFC et Grasshoppers RFC. Son cousin Sam Olver (en), fils de John, est également rugbyman.
Les deux frères commencent le rugby ensemble dans le club de Grasshoppers RFC dès leur quatre ans où ils sont entraînés par leur père, qui est leur entraîneur jusqu'à leur seize ans, puis rejoignent le club de Crewe & Nantwich RUFC lorsqu'ils déménagent vers Nantwich. Ils commencent par jouer au rugby à sept où ils évoluent sur les lignes arrières. À partir de onze ans, le contact est autorisé dans la pratique du rugby à XV, Ben évolue alors au poste de demi d'ouverture, puis en troisième ligne. Ils étudient tous les deux dans la Bishop Heber High School (en) jusqu'à leur seize ans basée dans le Cheshire.
Durant leur jeunesse, leurs parents les font pratiquer plusieurs sports tels que la gymnastique, l'athlétisme, le cricket où ils font partie de la Cheshire academy et le football où ils passent par le centre de formation de Manchester City et de Crewe Alexandra. Mais ils préfèrent tous les deux le rugby ainsi que le cricket.
Ils rejoignent par la suite l'Academy (le centre de formation) des Sale Sharks à l'âge de quatorze ans,.
En 2014, ils participent ensemble au Welligton College international festival qui réunit quatre équipes représentant le Nord, les Midlands, Londres et le Sud-Est ainsi le Sud-Ouest. Les deux frères jouent pour l’équipe représentant le Nord.
C'est à partir des catégories des moins de dix-huit ans, que les deux frères prennent conscience qu'ils peuvent devenir rugbyman professionnel.

### En club
Ben Curry a fait ses débuts professionnels contre les Wasps le 4 novembre 2016 dans la Coupe anglo-galloise. À l'issue de la saison 2016-2017, sa première saison professionnelle, il est co-vainqueur du prix du meilleur jeune joueur de la saison des Sale Sharks, partageant le prix avec son frère Tom.  
Dès sa deuxième saison professionnelle, Ben Curry réalise une saison pleine durant laquelle il dispute 30 matchs toutes compétitions confondues et marque 8 essais. Il réalise 260 plaquages, soit le sixième plus gros total du championnat.  
Durant le mois décembre 2018, il prolonge son contrat avec Sale jusqu'en 2023.   
Il devient le plus jeune joueur des Sharks à atteindre les cent matchs disputés en 2020.  
En septembre 2020, Ben Curry fait partie des titulaires dans l'équipe de Sale qui remportent la Coupe d'Angleterre contre les Harlequins en finale. Les Sharks l'emportent 27 à 19 malgré la blessure de Ben Curry dès la 24e, l'obligeant à céder sa place à son frère Tom pour le reste de la rencontre. Il remporte ainsi le premier trophée de sa carrière. Deux mois plus tard, il subit une grave blessure à l'épaule qui le tient éloigné des terrains durant cinq mois. 
Par la suite, il devient le capitaine des Sale Sharks durant la saison 2022-2023. 

### En équipe nationale

#### Équipes de jeunes
Ben Curry est sélectionné en équipe des moins de 20 ans d'Angleterre pour la saison 2016-2017 le 14 octobre 2016, après avoir représenté la sélection des moins de 18 ans,. 
Ben Curry fait partie de équipe des moins de 20 ans d'Angleterre qui a remporté le Grand Chelem lors du Tournoi des Six Nations des moins de 20 ans 2017.  
Il est ensuite le capitaine de cette sélection pour le Championnat du monde junior 2018. L'Angleterre est battue en finale par l'équipe de France. 

#### Équipe A
Ben Curry est convoqué pour la première fois en équipe nationale, à tout juste dix-huit ans en compagnie de son frère, par Eddie Jones pour la tournée d'été 2017 en Argentine, mais il ne joue aucune rencontre à la suite d'une blessure,. 
En juin 2021, il est de nouveau convoqué en équipe nationale, et le 4 juillet 2021 il connaît sa première sélection contre les États-Unis à Twickenham en remplaçant Lewis Ludlow. 
En janvier 2023, il est convoqué par le nouveau sélectionneur Steve Borthwick pour préparer le Tournoi des Six Nations 2023. Il est titulaire pour le premier match et la défaite face à l'Ecosse. Il est remplaçant et entre en jeu lors des 3 dernières journées.
Après avoir manqué la Coupe du monde 2023 à cause d'une blessure aux ischio-jambiers, il est de retour en sélection pour le Tournoi des Six Nations 2024.

## Statistiques

### En équipe nationale
| Année | Compétition | Matchs | Points | Essais |
| ----- | ----------- | ------ | ------ | ------ |
| 2020  | Test matchs | 1      | -      | -      |
| 2023  | Six Nations | 4      | -      | -      |
| Total | Total       | 5      | 0      | 0      |

## Palmarès

### En club
- Vainqueur de la Coupe d'Angleterre en 2020 avec les Sale Sharks.
- Finaliste du Championnat d'Angleterre en 2023 avec les Sale Sharks.

### En équipe nationale
- Vainqueur du Tournoi des Six Nations des moins de 20 ans en 2017 avec l'équipe d'Angleterre des moins de 20 ans.
- Finaliste du Championnat du monde junior en 2018 avec l'équipe d'Angleterre des moins de 20 ans.

### Distinctions personnelles
- Élu Joueur du mois en Championnat d'Angleterre en décembre 2024.
- Membre de l'équipe type du Championnat d'Angleterre en 2025.